# Cerrando Ciclos Tour
El Cerrando Ciclos Tour es una gira de conciertos en curso de la banda de bachata Aventura reunida. Se presenta como la última oportunidad de ver al grupo en directo, ya que es la gira de despedida. La gira recorrerá arenas y estadios de Norteamérica, Latinoamérica y Europa. La gira empezó el día 1 de mayo en Sacramento, California y se espera que finalice en República Dominicana el 5 de enero de 2025.

## Lista de canciones
La siguiente lista de canciones es representativa de la primera noche de la gira en Sacramento:
1. "Por un segundo"
2. "Mi niña cambió"
3. "El desprecio"
4. "La boda"
5. "Los infieles"
6. "Llorar"
7. "Dile al amor"
8. "Angelito"
9. "Enséñame a olvidar"
10. "Te invito"
11. "9:15"
12. "Todavía me amas"
13. "Brindo con agua"
14. "El malo"
15. "El perdedor"
16. "Mi corazoncito"
17. "Su veneno"
18. "Mujeriego"
19. "Amor de madre"
20. "La película"
21. "La Tormenta"
22. "Volvió la traicionera"
23. "Our Song"
24. "Hermanita"
25. "Deja Vú"
26. "Yo quisiera amarla"
27. "Tu jueguito"
28. "Trampa de amor"
29. "Un poeta enamorado"
30. "Amor bonito"
31. "No lo perdona Dios"
32. "Cuándo volverás"
33. "Alexandra"
34. "Volví"
35. "Obsesión"

## Fechas
| Fecha                         | Ciudad           | País                 | Recinto                                    |
| Norteamérica                  | Norteamérica     | Norteamérica         | Norteamérica                               |
| ----------------------------- | ---------------- | -------------------- | ------------------------------------------ |
| 1 de mayo de 2024             | Sacramento       | Estados Unidos       | Golden 1 Center                            |
| 2 de mayo de 2024             | San José         | Estados Unidos       | SAP Center                                 |
| 4 de mayo de 2024             | Los Ángeles      | Estados Unidos       | Crypto.com Arena                           |
| 5 de mayo de 2024             | Los Ángeles      | Estados Unidos       | Crypto.com Arena                           |
| 7 de mayo de 2024             | Ontario          | Estados Unidos       | Toyota Arena                               |
| 8 de mayo de 2024             | Ontario          | Estados Unidos       | Toyota Arena                               |
| 9 de mayo de 2024             | Glendale         | Estados Unidos       | Desert Diamond Arena                       |
| 11 de mayo de 2024            | Houston          | Estados Unidos       | Toyota Center                              |
| 12 de mayo de 2024            | Houston          | Estados Unidos       | Toyota Center                              |
| 15 de mayo de 2024            | Charlotte        | Estados Unidos       | Spectrum Center                            |
| 16 de mayo de 2024            | Charlotte        | Estados Unidos       | Spectrum Center                            |
| 18 de mayo de 2024            | Milwaukee        | Estados Unidos       | Fiserv Forum                               |
| 19 de mayo de 2024            | Chicago          | Estados Unidos       | Allstate Arena                             |
| 20 de mayo de 2024            | Chicago          | Estados Unidos       | Allstate Arena                             |
| 22 de mayo de 2024            | Nueva York       | Estados Unidos       | Madison Square Garden                      |
| 23 de mayo de 2024            | Nueva York       | Estados Unidos       | Madison Square Garden                      |
| 25 de mayo de 2024            | Washington D. C. | Estados Unidos       | Capital One Arena                          |
| 26 de mayo de 2024            | Washington D. C. | Estados Unidos       | Capital One Arena                          |
| 27 de mayo de 2024            | Hartford         | Estados Unidos       | XL Center                                  |
| 30 de mayo de 2024            | Brooklyn         | Estados Unidos       | Barcalays Center                           |
| 31 de mayo de 2024            | Reading          | Estados Unidos       | Santander Arena                            |
| 1 de junio de 2024            | Reading          | Estados Unidos       | Santander Arena                            |
| 2 de junio de 2024            | Newark           | Estados Unidos       | Prudential Center                          |
| 3 de junio de 2024            | Newark           | Estados Unidos       | Prudential Center                          |
| 4 de junio de 2024            | Newark           | Estados Unidos       | Prudential Center                          |
| 5 de junio de 2024            | Elmont           | Estados Unidos       | UBS Arena                                  |
| 7 de junio de 2024            | Toronto          | Canadá               | Scotiabank Arena                           |
| 8 de junio de 2024            | Montreal         | Canadá               | Centre Bell                                |
| 11 de junio de 2024           | Elmont           | Estados Unidos       | UBS Arena                                  |
| 12 de junio de 2024           | Washington D. C. | Estados Unidos       | Capital One Arena                          |
| 14 de junio de 2024           | Orlando          | Estados Unidos       | Kia Center                                 |
| 15 de junio de 2024           | Orlando          | Estados Unidos       | Kia Center                                 |
| 16 de junio de 2024           | Atlanta          | Estados Unidos       | State Farm Arena                           |
| 17 de junio de 2024           | Atlanta          | Estados Unidos       | State Farm Arena                           |
| 19 de junio de 2024           | San Antonio      | Estados Unidos       | Frost Bank Center                          |
| 21 de junio de 2024           | Dallas           | Estados Unidos       | American Airlines Center                   |
| 22 de junio de 2024           | Dallas           | Estados Unidos       | American Airlines Center                   |
| 25 de junio de 2024           | Miami            | Estados Unidos       | Kaseya Center                              |
| 26 de junio de 2024           | Miami            | Estados Unidos       | Kaseya Center                              |
| 28 de junio de 2024           | Nashville        | Estados Unidos       | Bridgestone Arena                          |
| 30 de junio de 2024           | Nueva York       | Estados Unidos       | Madison Square Garden                      |
| 3 de julio de 2024            | Boston           | Estados Unidos       | TD Garden                                  |
| 5 de julio de 2024            | Boston           | Estados Unidos       | TD Garden                                  |
| 6 de julio de 2024            | Boston           | Estados Unidos       | TD Garden                                  |
| 8 de julio de 2024            | Indianápolis     | Estados Unidos       | Gainbridge Fieldhouse                      |
| 10 de julio de 2024           | Denver           | Estados Unidos       | Ball Arena                                 |
| 11 de julio de 2024           | Denver           | Estados Unidos       | Ball Arena                                 |
| 13 de julio de 2024           | Chicago          | Estados Unidos       | Allstate Arena                             |
| 17 de julio de 2024           | Seattle          | Estados Unidos       | Climate Pledge Arena                       |
| 18 de julio de 2024           | Portland         | Estados Unidos       | Moda Center                                |
| 20 de julio de 2024           | Salt Lake City   | Estados Unidos       | Delta Center                               |
| 23 de julio de 2024           | Oackland         | Estados Unidos       | Oakland Arena                              |
| 26 de julio de 2024           | Anaheim          | Estados Unidos       | Honda Center                               |
| 27 de julio de 2024           | Las Vegas        | Estados Unidos       | T-Mobile Arena                             |
| 29 de julio de 2024           | Phoenix          | Estados Unidos       | Footprint Center                           |
| 30 de julio de 2024           | El Paso          | Estados Unidos       | Don Haskins Center                         |
| 1 de agosto de 2024           | Oklahoma City    | Estados Unidos       | Paycom Center                              |
| 3 de agosto de 2024           | Hidalgo          | Estados Unidos       | Payne Arena                                |
| México                        |                  |                      |                                            |
| 12 de agosto de 2024          | Ciudad de México | México               | Arena Ciudad de México                     |
| 13 de agosto de 2024          | Ciudad de México | México               | Arena Ciudad de México                     |
| 14 de agosto de 2024          | Guadalajara      | México               | Estadio Akron                              |
| 16 de agosto de 2024          | Querétaro        | México               | Estadio Corregidora                        |
| 20 de agosto de 2024          | Monterrey        | México               | Estadio Banorte                            |
| 23 de agosto de 2024          | Puebla           | México               | Centro Expositor Los Fuertes               |
| 25 de agosto de 2024          | Mérida           | México               | Estadio Carlos Iturralde Rivero            |
| Europa                        |                  |                      |                                            |
| 31 de agosto de 2024          | Fuengirola       | España               | Marenostrum Fuengirola                     |
| 5 de septiembre de 2024       | Barcelona        | España               | Palau Sant Jordi                           |
| 6 de septiembre de 2024       | Barcelona        | España               | Palau Sant Jordi                           |
| 7 de septiembre de 2024       | Madrid           | España               | Estadio Santiago Bernabéu                  |
| 8 de septiembre de 2024       | Madrid           | España               | Estadio Santiago Bernabéu                  |
| 13 de septiembre de 2024      | Tenerife         | España               | Puerto de Santa Cruz                       |
| 15 de septiembre de 2024      | Valencia         | España               | Auditorio Marina Sur                       |
| 19 de septiembre de 2024      | Bilbao           | España               | Bizkaia Arena                              |
| 21 de septiembre de 2024      | Ámsterdam        | Países Bajos         | Ziggo Dome                                 |
| 22 de septiembre de 2024      | Londres          | Reino Unido          | The O2 Arena                               |
| 23 de septiembre de 2024      | París            | Francia              | Accor Arena                                |
| 25 de septiembre de 2024      | Zúrich           | Suiza                | Hallenstadion                              |
| 26 de septiembre de 2024      | Zúrich           | Suiza                | Hallenstadion                              |
| 28 de septiembre de 2024      | Milán            | Italia               | Hipódromo de San Siro                      |
| Latinoamérica                 |                  |                      |                                            |
| 3 de octubre de 2024          | Panamá           | Panamá               | Estadio Rod Carew                          |
| 5 de octubre de 2024          | San José         | Costa Rica           | Estadio Nacional                           |
| 8 de octubre de 2024          | San Juan         | Puerto Rico          | Coliseo de Puerto Rico José Miguel Agrelot |
| 9 de octubre de 2024          | San Juan         | Puerto Rico          | Coliseo de Puerto Rico José Miguel Agrelot |
| 10 de octubre de 2024         | San Juan         | Puerto Rico          | Coliseo de Puerto Rico José Miguel Agrelot |
| 11 de octubre de 2024         | San Juan         | Puerto Rico          | Coliseo de Puerto Rico José Miguel Agrelot |
| 12 de octubre de 2024         | San Juan         | Puerto Rico          | Coliseo de Puerto Rico José Miguel Agrelot |
| 13 de octubre de 2024         | San Juan         | Puerto Rico          | Coliseo de Puerto Rico José Miguel Agrelot |
| 16 de octubre de 2024         | Lima             | Perú                 | Estadio Nacional                           |
| 17 de octubre de 2024         | Lima             | Perú                 | Estadio Nacional                           |
| 19 de octubre de 2024         | Quito            | Ecuador              | Estadio Olímpico Atahualpa                 |
| 20 de octubre de 2024         | Quito            | Ecuador              | Estadio Olímpico Atahualpa                 |
| 24 de octubre de 2024 (16:30) | Buenos Aires     | Argentina            | Estadio Vélez Sarsfield                    |
| 24 de octubre de 2024 (22:30) | Buenos Aires     | Argentina            | Estadio Vélez Sarsfield                    |
| 26 de octubre de 2024         | Montevideo       | Uruguay              | Estadio Centenario                         |
| 29 de octubre de 2024         | Santiago         | Chile                | Estadio Nacional                           |
| 30 de octubre de 2024         | Santiago         | Chile                | Estadio Nacional                           |
| 5 de noviembre de 2024        | Managua          | Nicaragua            | Estadio Nacional Soberanía                 |
| 7 de noviembre de 2024        | Guatemala        | Guatemala            | Estadio Cementos Progreso                  |
| 9 de noviembre de 2024        | San Salvador     | El Salvador          | Estadio Jorge Mágico González              |
| 14 de noviembre de 2024       | San Pedro Sula   | Honduras             | Estado Olímpico Metropolitano              |
| Estados Unidos                |                  |                      |                                            |
| 6 de diciembre de 2024        | Elmont           | Estados Unidos       | UBS Arena                                  |
| 11 de diciembre de 2024       | Newark           | Estados Unidos       | Prudential Center                          |
| 12 de diciembre de 2024       | Brooklyn         | Estados Unidos       | Barclays Center                            |
| Latinoamérica II              |                  |                      |                                            |
| 14 de diciembre de 2024       | Bogotá           | Colombia             | Estadio El Campín                          |
| 15 de diciembre de 2024       | Bogotá           | Colombia             | Estadio El Campín                          |
| 18 de diciembre de 2024       | Guayaquil        | Ecuador              | Estadio Modelo Alberto Spencer             |
| 20 de diciembre de 2024       | Medellín         | Colombia             | Estadio Atanasio Girardot                  |
| 21 de diciembre de 2024       | Cali             | Colombia             | Estadio Olímpico Pascual Guerrero          |
| 27 de diciembre de 2024       | Santo Domingo    | República Dominicana | Estadio Olímpico Félix Sánchez             |
| 28 de diciembre de 2024       | Santo Domingo    | República Dominicana | Estadio Olímpico Félix Sánchez             |
| 29 de diciembre de 2024       | Santo Domingo    | República Dominicana | Estadio Olímpico Félix Sánchez             |
| 5 de enero de 2025            | Santo Domingo    | República Dominicana | Estadio Olímpico Félix Sánchez             |

## Premios y nominaciones
| Año  | Premio             | Categoría    | Nominados | Resultado | Referencia |
| ---- | ------------------ | ------------ | --------- | --------- | ---------- |
| 2025 | Premios Lo Nuestro | Tour del año | Aventura  | Ganadores | [ 7 ]      |